# Cơ quan quản lý tạm giữ, tạm giam, Bộ Công an (Việt Nam)
Cơ quan quản lý tạm giữ, tạm giam thuộc Bộ Công an Việt Nam thực hiện việc quản lý nhà nước về tạm giữ, tạm giam trong phạm vi cả nước.

## Nhiệm vụ
Cơ quan quản lý tạm giữ, tạm giam Bộ Công an có những nhiệm vụ sau đây:
1. Giúp Bộ trưởng Bộ Công an thực hiện nhiệm vụ, quyền hạn quy định
2. Tổ chức triển khai thi hành pháp luật về thi hành tạm giữ, tạm giam;
3. Chỉ đạo nghiệp vụ, hướng dẫn áp dụng thống nhất pháp luật về thi hành tạm giữ, tạm giam;
4. Quyết định việc điều chuyển người bị tạm giữ, tạm giam giữa các cơ sở giam giữ;
5. Thanh tra, kiểm tra về tạm giữ, tạm giam theo thẩm quyền;
6. Thực hiện chế độ thống kê, báo cáo về thi hành tạm giữ, tạm giam;
7. Tổng kết công tác thi hành tạm giữ, tạm giam;
8. Thực hiện nhiệm vụ, quyền hạn khác do Bộ trưởng Bộ Công an giao.

## Lãnh đạo

### Hiện nay
- Thủ trưởng: Trung tướng Nguyễn Văn Long, Thứ trưởng Bộ Công an
- Phó thủ trưởng thường trực: Trung tướng Lê Minh Hùng, Cục trưởng Cục Cảnh sát quản lý tạm giam, tạm giữ và thi hành án hình sự tại cộng đồng, Bộ Công An

### Cựu lãnh đạo
- Trung tướng Nguyễn Văn Sơn, Thủ trưởng từ 10 tháng 8 năm 2018 đến 21 tháng 5 năm 2020, Thứ trưởng Bộ Công an